# Głuptak czerwononogi

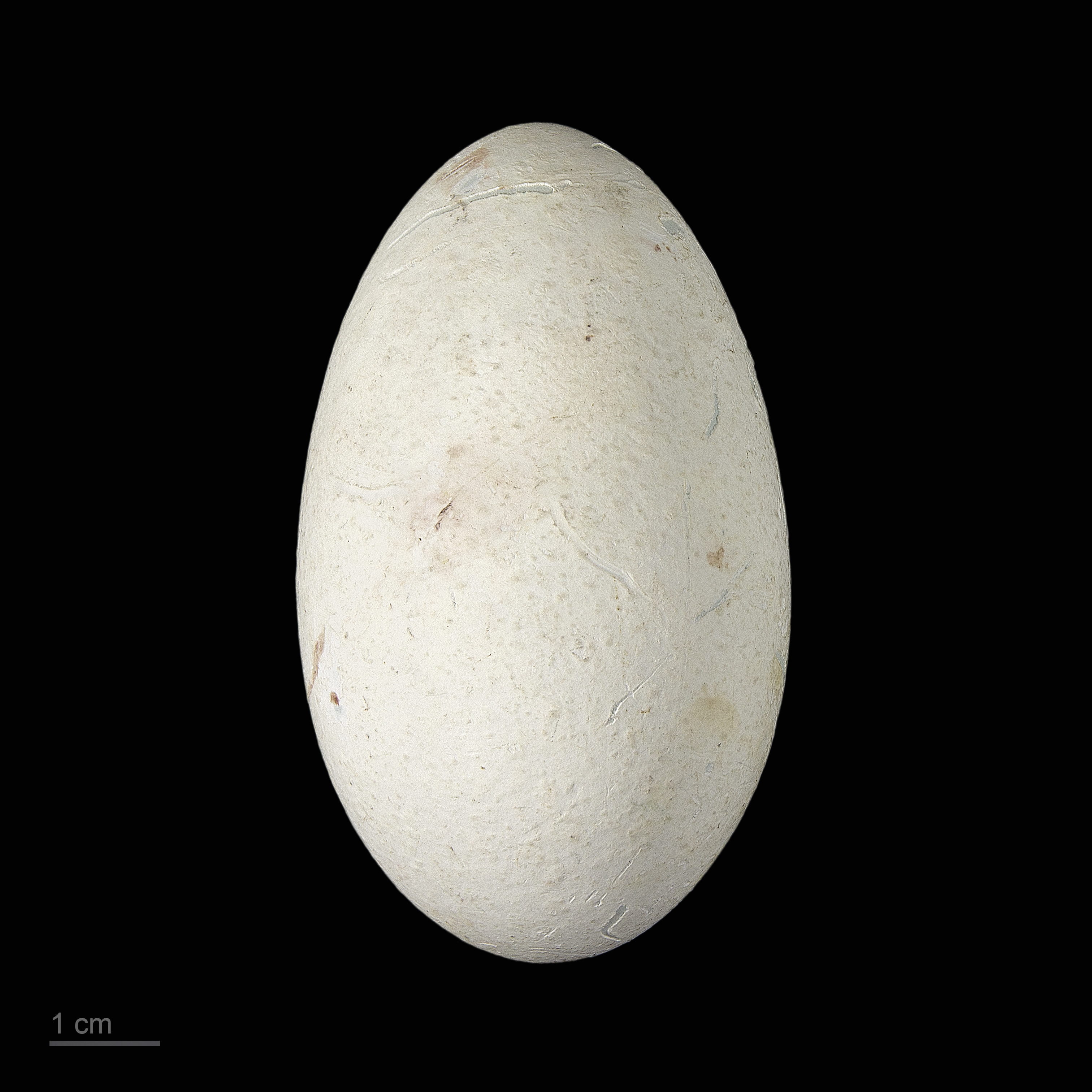
Jajo z kolekcji muzealnej

Głuptak czerwononogi (Sula sula) – gatunek dużego ptaka morskiego z rodziny głuptaków (Sulidae). Spotykany prawie zawsze w grupach, często towarzyszy statkom.
PodgatunkiWyróżniono trzy podgatunki S. sula:
- Sula sula sula (Linnaeus, 1766) – Karaiby i wyspy południowo-zachodniego Atlantyku
- Sula sula rubripes Gould, 1838 – tropikalne rejony Pacyfiku i Oceanu Indyjskiego wraz z wyspami
- Sula sula websteri Rothschild, 1898 – wschodnio-środkowy Pacyfik od archipelagu Revillagigedo (na wysokości południowo-zachodniego Meksyku) po Galapagos

WyglądU wszystkich odmian nogi czerwone, dziób szarawy, o różowej nasadzie. Odmiana biała cała biała, oprócz czarnych lotek i czarnej plamy na spodzie skrzydeł w nadgarstku. U odmiany z wysp Galapagos ogon również ciemny. Odmiana brązowa cała szarobrązowa. Znane również odmiany z białą głową i (lub) białym ogonem.
RozmiaryDługość ciała 66–77 cm, rozpiętość skrzydeł 124–152 cm. Masa ciała 900–1003 g.
Zasięg, środowiskoOtwarte wody oceanów, głównie w strefie tropikalnej, wyspy i wybrzeża kontynentów (Ameryka Północna i Południowa, Afryka, Azja, Australia). Gniazduje na wyspach, lecz wędruje na duże odległości w poszukiwaniu pożywienia.
StatusIUCN uznaje głuptaka czerwononogiego za gatunek najmniejszej troski (LC, Least Concern) nieprzerwanie od 1988 roku. W 1992 roku szacowano, że liczebność światowej populacji przekracza milion osobników. Trend liczebności populacji uznawany jest za spadkowy ze względu na utratę siedlisk lęgowych, drapieżnictwo ze strony introdukowanych gatunków oraz polowania.